# 童話の散歩道
童話の散歩道（どうわのさんぽみち）は、地方民間放送共同制作協議会（通称：火曜会）に加盟している民放のAMラジオ局で放送されていたラジオの朗読番組である。聖教新聞の一社提供。

## 概要
番組の内容は各放送局が持ち回りで、その土地にちなんだ童話を中心に紹介するものである。
2006年4月にスタートし、2011年9月末頃に終了した。スタート当初は31局ネットだったが、2006年10月から中部日本放送（CBC）でもネットを開始し、32局ネットで放送されていた。
朗読を担当した地方局のアナウンサーが表彰されたこともある。2007年にはこの番組での朗読を出品した高知放送の橋詰佐織がNNSアナウンス大賞ラジオ部門の大賞を受賞した。

## 各地の放送時間
2011年4月現在。放送時間はJST表記。
- ○：JRN単独加盟局
- ●：NRN単独加盟局
- ☆：JRN・NRN重複加盟局
- ★：独立局（JRN・NRN非加盟）

| 放送地域       | 放送局名             | 放送日 | 放送時間      | 備考                     |
| -------------- | -------------------- | ------ | ------------- | ------------------------ |
| 北海道         | 北海道放送（HBC）☆   | 土曜日 | 06:05 - 06:15 | 2010年4月、放送時間変更  |
| 青森県         | 青森放送（RAB）☆     | 日曜日 | 07:30 - 07:40 |                          |
| 秋田県         | 秋田放送（ABS）☆     | 日曜日 | 17:45 - 17:55 |                          |
| 岩手県         | IBC岩手放送☆         | 日曜日 | 12:20 - 12:30 |                          |
| 山形県         | 山形放送（YBC）☆     | 日曜日 | 07:15 - 07:25 |                          |
| 宮城県         | 東北放送（TBC）☆     | 日曜日 | 08:30 - 08:40 |                          |
| 福島県         | ラジオ福島（RFC）☆   | 日曜日 | 08:30 - 08:40 |                          |
| 新潟県         | 新潟放送（BSN）☆     | 日曜日 | 12:40 - 12:50 |                          |
| 長野県         | 信越放送（SBC）☆     | 日曜日 | 08:50 - 09:00 |                          |
| 山梨県         | 山梨放送（YBS）☆     | 日曜日 | 07:30 - 07:39 |                          |
| 富山県         | 北日本放送（KNB）☆   | 土曜日 | 07:50 - 08:00 |                          |
| 石川県         | 北陸放送（MRO）☆     | 日曜日 | 07:40 - 07:50 |                          |
| 福井県         | 福井放送（FBC）☆     | 日曜日 | 06:20 - 06:30 |                          |
| 静岡県         | 静岡放送（SBS）☆     | 日曜日 | 05:10 - 05:20 |                          |
| 中京広域圏     | 中部日本放送（CBC）○ | 日曜日 | 08:35 - 08:45 | 2006年10月放送開始       |
| 京都府・滋賀県 | KBS京都●             | 日曜日 | 17:30 - 17:40 | 滋賀県はKBS滋賀          |
| 和歌山県       | 和歌山放送（WBS）☆   | 日曜日 | 06:25 - 06:35 | 2010年10月、放送時間変更 |
| 兵庫県         | ラジオ関西（CRK）★   | 土曜日 | 07:20 - 07:30 |                          |
| 鳥取県・島根県 | 山陰放送（BSS）☆     | 日曜日 | 16:00 - 16:10 |                          |
| 広島県         | 中国放送（RCC）☆     | 日曜日 | 07:30 - 07:40 |                          |
| 山口県         | 山口放送（KRY）☆     | 日曜日 | 08:30 - 08:40 |                          |
| 徳島県         | 四国放送（JRT）☆     | 日曜日 | 08:10 - 08:20 | 2011年4月、放送時間変更  |
| 香川県         | 西日本放送（RNC）☆   | 土曜日 | 07:00 - 07:10 |                          |
| 愛媛県         | 南海放送（RNB）☆     | 土曜日 | 17:50 - 18:00 |                          |
| 高知県         | 高知放送（RKC）☆     | 日曜日 | 17:45 - 17:55 |                          |
| 福岡県         | RKB毎日放送（RKB）○  | 日曜日 | 08:15 - 08:25 |                          |
| 大分県         | 大分放送（OBS）☆     | 土曜日 | 08:20 - 08:30 |                          |
| 長崎県・佐賀県 | 長崎放送（NBC）☆     | 日曜日 | 07:00 - 07:10 | 佐賀県はNBCラジオ佐賀    |
| 熊本県         | 熊本放送（RKK）☆     | 日曜日 | 09:05 - 09:15 |                          |
| 宮崎県         | 宮崎放送（MRT）☆     | 日曜日 | 06:30 - 06:40 |                          |
| 鹿児島県       | 南日本放送（MBC）☆   | 日曜日 | 06:50 - 07:00 |                          |
| 沖縄県         | 琉球放送（RBC）○     | 日曜日 | 07:15 - 07:25 |                          |

※ 三才ブックス刊行「ラジオ番組表 2011春号」による。